# Cladotanytarsus simantolemeus
Cladotanytarsus simantolemeus är en tvåvingeart som beskrevs av Sasa, Suzuki och Sakai 1998. Cladotanytarsus simantolemeus ingår i släktet Cladotanytarsus och familjen fjädermyggor. Inga underarter finns listade i Catalogue of Life.